# Пески (Вологодский район)
Пески — деревня в Вологодском районе Вологодской области.
Входит в состав Новленского сельского поселения (с 1 января 2006 года по 8 апреля 2009 года входила в Нефедовское сельское поселение), с точки зрения административно-территориального деления — в Нефедовский сельсовет.
Расстояние до районного центра Вологды по автодороге — 87 км, до центра муниципального образования Новленского по прямой — 25 км. Ближайшие населённые пункты — Нефедово, Матвеевское, Подол.
По переписи 2002 года население — 85 человек (38 мужчин, 47 женщин). Преобладающая национальность — русские (97 %).